# 掌善寺
掌善寺（しょうぜんじ）は、岡山市南区にある臨済宗妙心寺派の寺院。

## 歴史
児島高徳を開基とし、大光国師を開山とするという。『児島郡誌』には、創立を正和二年（1313）とされている。

## 文化財
掌善寺本堂は、平成30年3月20日に掌善寺本堂 附鬼瓦（しょうぜんじほんどう つけたりおにがわ）として市の文化財に指定されている。

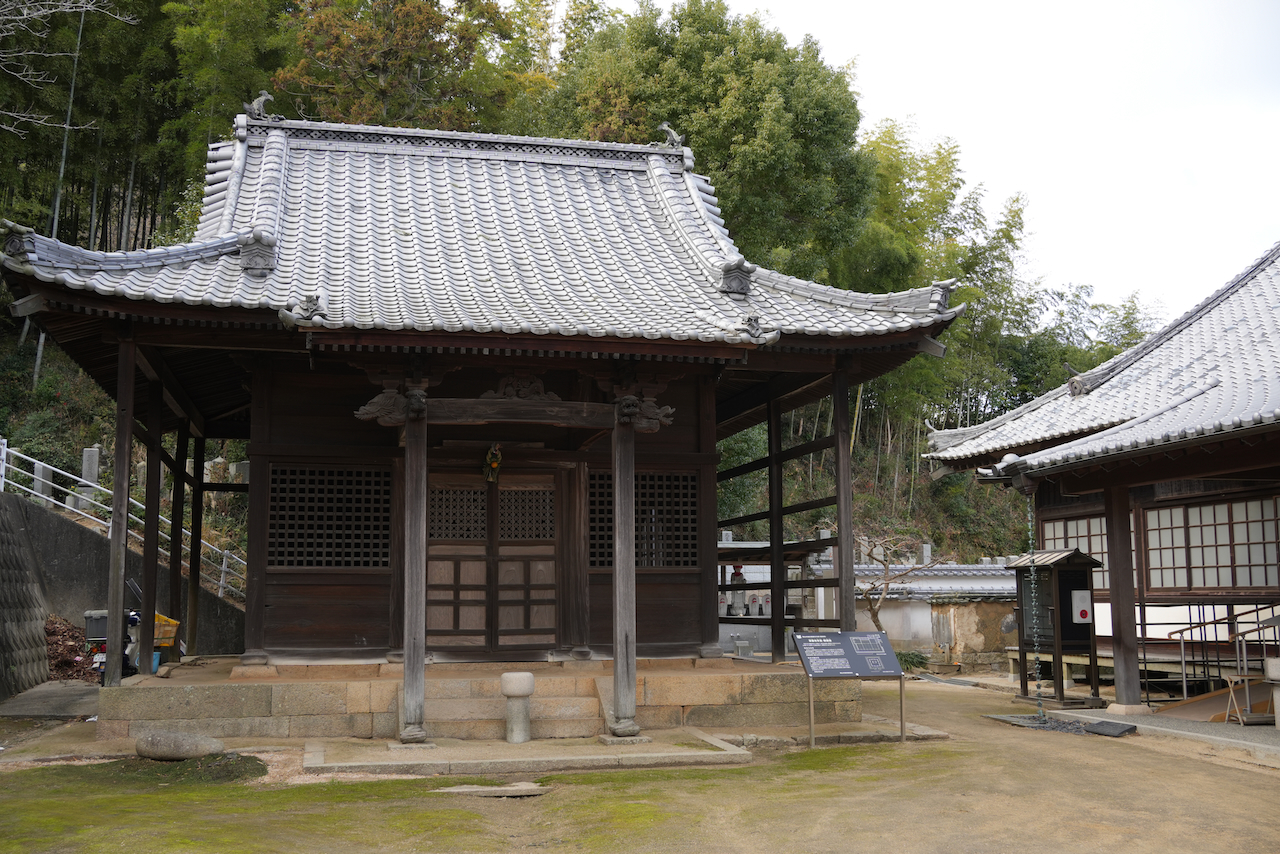
掌善寺・観音堂

観音堂も掌善寺観音堂 附棟札4枚（しょうぜんじかんのんどう つけたりむなふだよんまい）として市の有形文化財（建造物）に指定されている。

## 年中行事
- 4月 花まつり
- 7月 秋葉祭り[7]